# تنگنا (فیلم ۱۳۸۵)
تنگنا عنوان یک فیلم تلویزیونی است که در سال ۱۳۸۵ به کارگردانی علیرضا بذرافشان و تهیه‌کنندگی منصور سهراب‌پور ساخته شده‌است. فیلم دربارهٔ دو دوست قدیمی است که پس از سالها دوری به یکدیگر می‌رسند، اما درگیر یک ماجرای پلیسی می‌شوند. تنگنا اولین بار در تاریخ ۱۲ فروردین ۱۳۸۶ از شبکه سه پخش شد.